# Porte di Königsberg
Le Porte di Königsberg, sette di numero, sono ciò che resta dell'imponente sistema di fortificazioni che cingeva la città, capoluogo della regione della Prussia orientale (tedesca fino al 1945).
La città dal 1946 si chiama Kaliningrad, capoluogo dell'omonimo oblast russo.
Le sette porte sono:

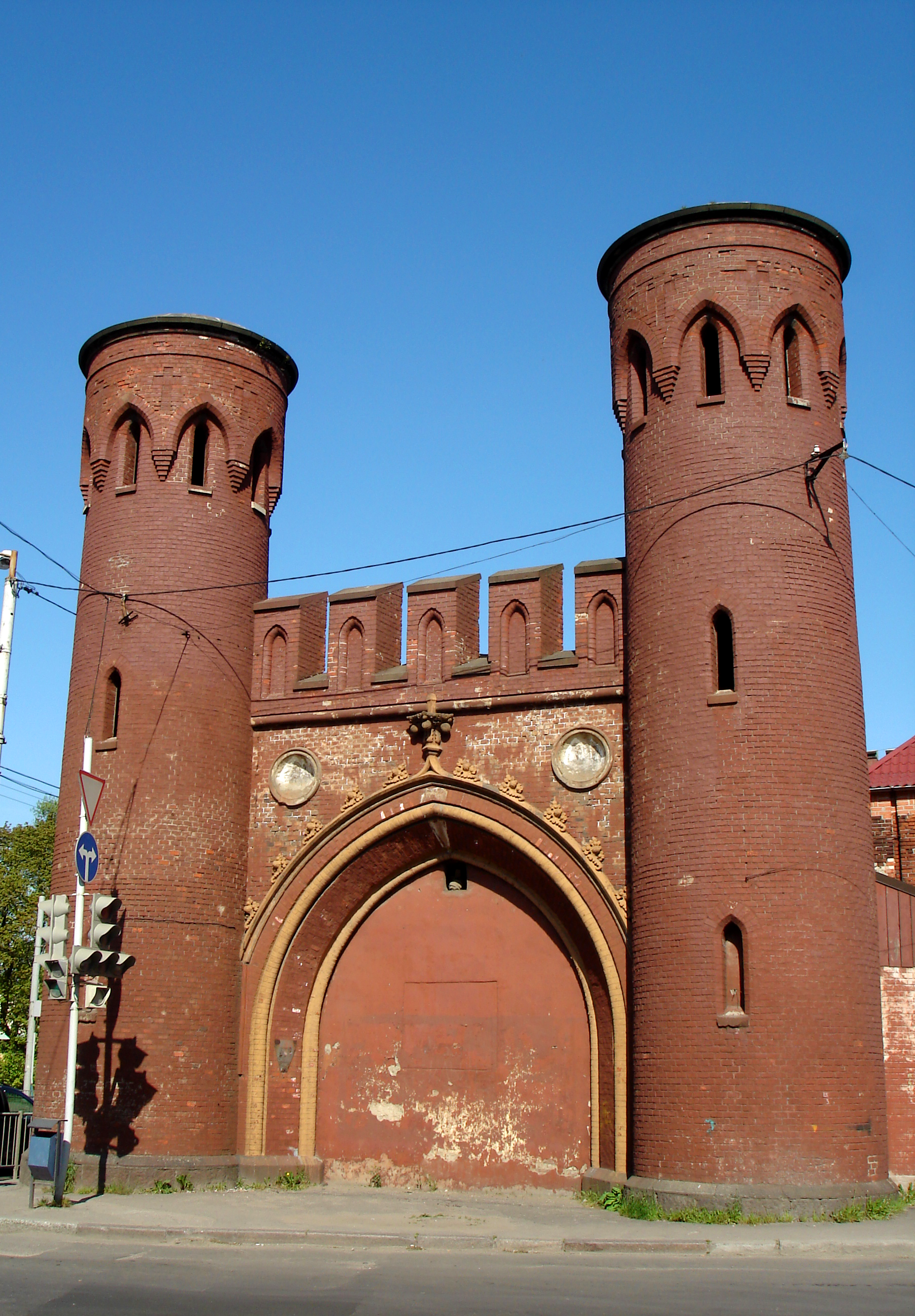
La porta di Sackheim

- Porta di Sackheim (Закхаймские ворота in russo, Sackheimer Tor in tedesco)

Costruita nel XIV secolo, dopo la seconda guerra mondiale venne adibita a magazzino. Nel 2006 venne restaurata e proclamata monumento nazionale. Presenta sulla facciata i rilievi dei generali Friedrich Wilhelm von Bülow e Ludwig Yorck von Wartenburg.

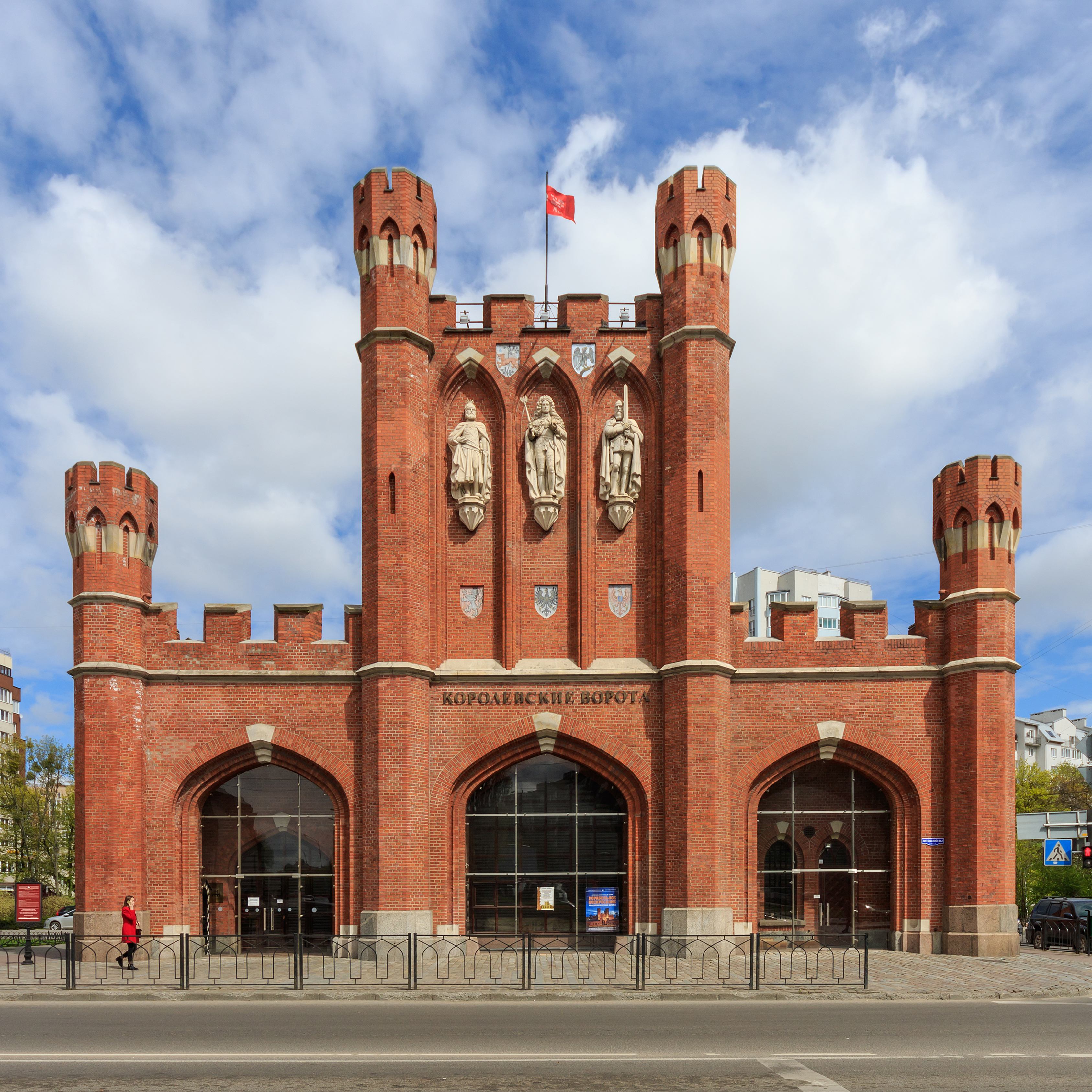
La porta del Re.

- Porta del Re (Королевские ворота in russo, Königstor in tedesco)

Costruita dall'architetto Friedrich August Stüler, fu danneggiata gravemente dai soldati sovietici dopo la seconda guerra mondiale, in occasione dei 750 anni della fondazione della città, nel giugno del 2005, venne accuratamente restaurata.
La porta, sul lato ovest, presenta tre grandi statue. A sinistra, Ottocaro II di Boemia, da cui venne nominata Konigsberg, al centro Federico I di Prussia, primo re di Prussia, ed a destra il duca Alberto I di Prussia. 

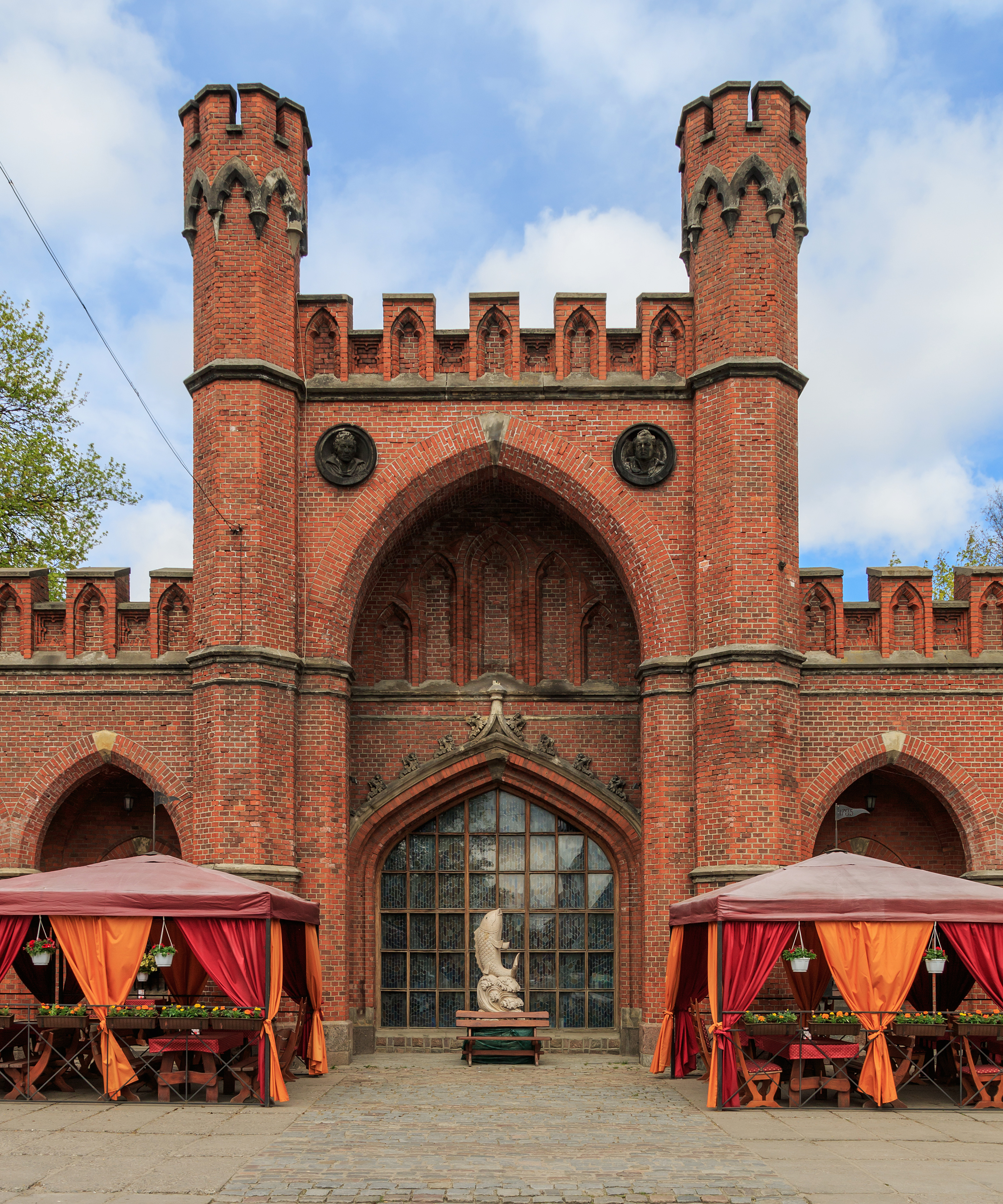
La porta di Rossgarten

- Porta di Rossgarten (Росгартенские ворота in russo, Rossgärter Tor in tedesco)

Costruita tra il 1852-1855, venne danneggiata durante la guerra, in seguito restaurata ed adibita a ristorante. Presenta sulla facciata i rilievi dei generali Gerhard von Scharnhorst e August Neidhardt von Gneisenau.

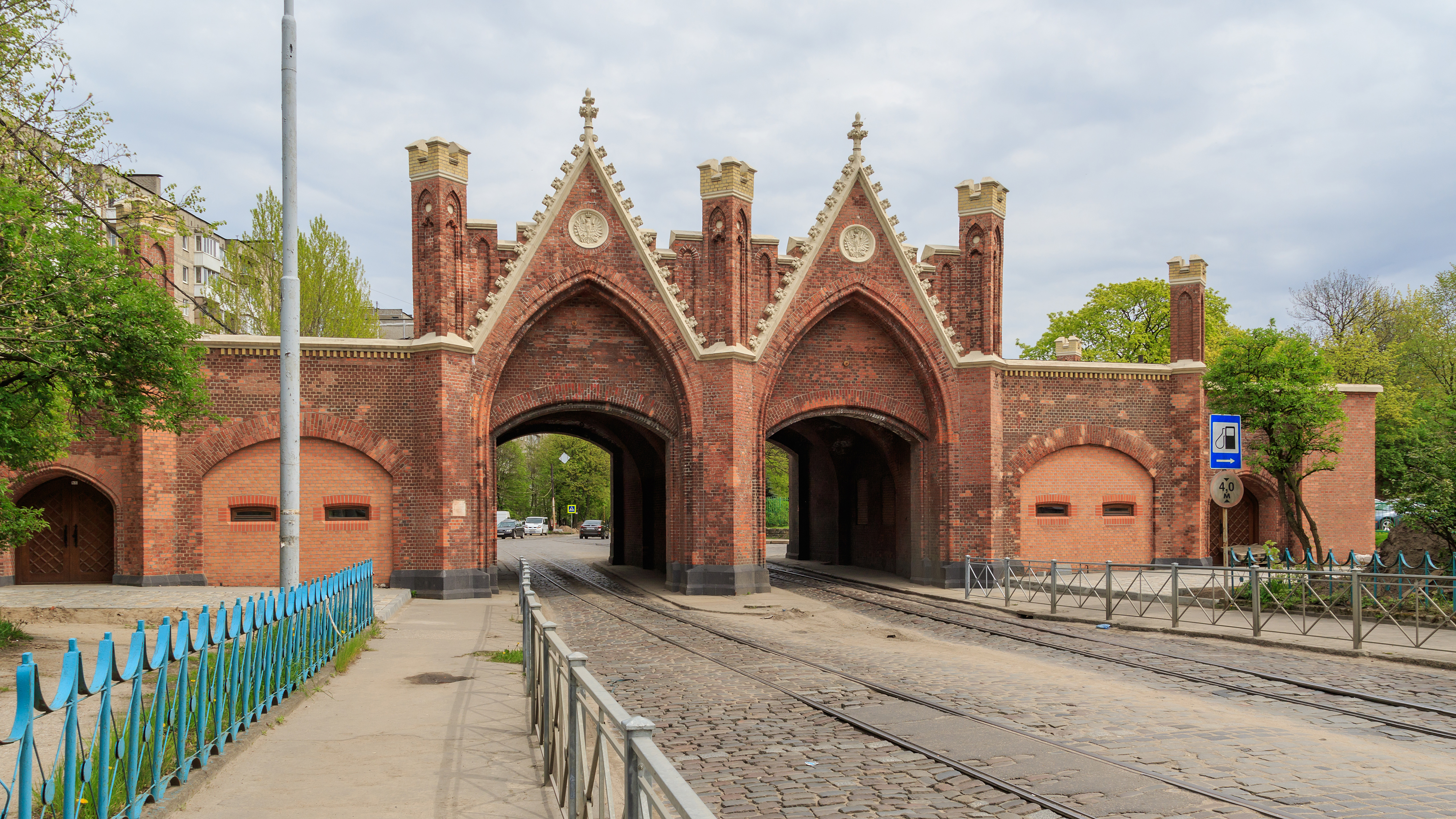
La porta di Brandeburgo

- Porta di Brandeburgo (Бранденбургские ворота in russo, Brandenburger Tor in tedesco)

Costruita nel 1657, è tra le porte di Kaliningrad quella che più esprime lo stile gotico delle porte. È l'unica tra le porte inoltre, che conserva la sua antica funzione di passaggio stradale urbano.
- Porta di Friedland
- Porta Ferrovia
- Porta Attack